# سرود ملی پرو
سرود ملی پرو (به اسپانیایی: Himno Nacional del Perú) سرود ملی کشور پرو است که در سال ۱۸۲۱ رسمیت یافت.
سراینده آن خوزه دلا توره اوگارته و آهنگ‌ساز آن خوزه برناردو آلسدو است.
ژنرال دون خوزه دسان مارتین، آزادکننده پرو در سال ۱۸۲۱، برای برگزیدن آهنگ سرود ملی مسابقه‌ای را ترتیب داد و آهنگ خوزه آلسدو در این رقابت برنده شد. این سرود برای نخستین بار توسط روسا مرینو در تئاتر شهر لیما اجرا شد.